# Ronde van Hongarije 2025
De Ronde van Hongarije 2025 was de 46e editie van deze wielerwedstrijd. De start vond plaats in Boedapest op 14 mei, en de finish in Esztergom werd op 18 mei bereikt. De ronde maakte deel uit van de UCI ProSeries.

## Deelname
Het peloton bestond bij de start in Boedapest uit 126 renners. 21 Professionele wielerploegen reden mee met elk zes renners.
| UCI World Tour                                                                                    | UCI ProSeries | UCI Continental Circuits                                                                                          |
| ------------------------------------------------------------------------------------------------- | --- | --- |
| Bahrain-Victorious Jayco AlUla Lidl-Trek Red Bull-BORA-hansgrohe UAE Team Emirates-XRG XDS Astana | Caja Rural-Seguros RGA Equipo Kern Pharma Euskaltel-Euskadi Flanders-Baloise Novo Nordisk Polti VisitMalta Q36.5 Pro Cycling Team Unibet Tietema Rockets VF Group-Bardiani CSF-Faizanè | Epronex-Hungary Karcag Épkar MBH Bank Ballan CSB Pauwels Sauzen-Cibel Clementines Pierre Baguette United Shipping |

## Etappes
| Etappe | Datum  | Start     | Finish         | Type       | Afstand  | Winnaar             | Klassementsleider   |
| ------ | ------ | --------- | -------------- | ---------- | -------- | ------------------- | ------------------- |
| 1      | 14 mei | Boedapest | Győr           | Vlakke rit | 210,3 km | Danny van Poppel    | Danny van Poppel    |
| 2      | 15 mei | Veszprém  | Siófok         | Vlakke rit | 177,5 km | Danny van Poppel    | Danny van Poppel    |
| 3      | 16 mei | Gödöllő   | Gyöngyös-Kékes | Heuvelrit  | 162,8 km | Harold Martín López | Harold Martín López |
| 4      | 17 mei | Tata      | Székesfehérvár | Vlakke rit | 153,6 km | Dylan Groenewegen   | Harold Martín López |
| 5      | 18 mei | Etyek     | Esztergom      | Heuvelrit  | 169,5 km | Sebastián Molano    | Harold Martín López |

## Klassementenverloop
| Rit          | Winnaar             | Algemeen klassement · | Puntenklassement · | Bergklassement · | Ploegenklassement      |
| ------------ | ------------------- | --------------------- | ------------------ | ---------------- | ---------------------- |
| 1            | Danny van Poppel    | Danny van Poppel      | Danny van Poppel   | Siebe Deweirdt   | Lidl-Trek              |
| 2            | Danny van Poppel    | Danny van Poppel      | Danny van Poppel   | Siebe Deweirdt   | Lidl-Trek              |
| 3            | Harold Martín López | Harold Martín López   | Danny van Poppel   | Siebe Deweirdt   | Unibet Tietema Rockets |
| 4            | Dylan Groenewegen   | Harold Martín López   | Danny van Poppel   | Siebe Deweirdt   | Unibet Tietema Rockets |
| 5            | Sebastián Molano    | Harold Martín López   | Danny van Poppel   | Siebe Deweirdt   | Unibet Tietema Rockets |
|              |                     |                       |                    |                  |                        |
| 0Eindstanden | 0Eindstanden        | Harold Martín López   | Danny van Poppel   | Siebe Deweirdt   | Unibet Tietema Rockets |

1925 · 1926 · 1927 · 1928 · 1928 · 1929 · 1930 · 1931 · 1932 · 1933 · 1934 · 1935 · 1936 · 1937· 1938-1941 · 1942 · 1943 · 1944-1948 · 1949 · 1950-1952 · 1953 · 1954 · 1955 · 1956 · 1957-1961 · 1962 · 1963 · 1964 · 1965 · 1966-1992 · 1993 · 1994 · 1995 · 1996 · 1997 · 1998 · 1999-2000 · 2001 · 2002 · 2003 · 2004 · 2005 · 2006 · 2007 · 2008 · 2009-2014 · 2015· 2016 · 2017 · 2018 · 2019 · 2020 · 2021 · 2022 · 2023 · 2024 · 2025